# Phronia brevipennis
Espèce
Phronia brevipennis est une espèce fossile d'insectes diptères de la famille des Mycetophilidae (les « moucherons fongiques »).

## Classification
L'espèce Phronia brevipennis est décrite par Nicolas Théobald en 1937,.

### Une collection du Chattien de l'Oligocène de France
L'holotype est un échantillon A109 des collections de l'institut géologique de Lyon provenant du gypse d'Aix-en-Provence et de l'époque fossile Chattien de l'Oligocène ou 28,1-23,03 Ma,.

### Confirmation du genre
Le genre est confirmé en 2021 par Sarah Siqueira Oliveira (d) et Dalton De Souza Amorim (d),.

### Étymologie
L'épithète spécifique latine brevipennis signifie « poils courts ».

## Description

### Caractères
Diagnose de Nicolas Théobald en 1937, : 

« Insecte de teinte noirâtre sur tête, thorax, brun foncé sur abdomen, brun clair sur ailes. Tête arrondie portant un œil à facettes de grande taille ; deux antennes formées de seize articles subcylindriques dont la grosseur diminue vers l'extrémité ; antennes un peu recourbées, longueur ne dépassant pas celle de la tête et du thorax réunis. Thorax globuleux, hautement arqué, scutellum presque semi-circulaire. Abdomen allongé en forme de fuseau ; sept segments. Pattes bien conservées, longues et grêles, hanches courtes, trochanter (arthropodes) court, fémur assez fort ; tibia grêle, couvert de poils épars et portant deux rangées de soies espacées, deux forts cils à l'extrémité ; tarses grêles, le Ier article plus long que les autres et portant quelques poils raides, par ailleurs finement velus. ailes atteignant presque l'extrémité de l'abdomen ; nervation bien conservée (v. fig.) ; C se terminant avant le sommet ; Sc rudimentaire ; R se terminant vers le tiers extérieur ; Rs naissant avant le milieu de l'aile par une branche courte à angle droit, M réunie à Rs par une nervure transversale courte, se bifurquant immédiatement après, les deux branches divergeant régulièrement ; Cu se bifurquant au delà, les deux branches s'écartant fortement ; A vagues. ».

### Dimensions
La longueur totale est de 4,2 mm.

### Affinités
« La nervation est identique à celle des Phronia ; mais dans ces derniers les ailes dépassent en général légèrement l'abdomen. L'échantillon a été marqué Sciara florilega par M. de Serres et cité sous le nom de Sciara. En réalité il ne peut s'agir du g. Sciara dans lequel la nervure M se divise au delà du milieu de l'aile. Par ailleurs le parcours de R et Rs est identique dans le g. Sciara, ce qui explique la détermination de M. de Serres. ».

## Biologie
« Le g. Phronia est connu des Indes, de l'Europe, une espèce a été décrite du Groenland. On les rencontre dans les bois et sur les arbustes. ».

## Galerie

Espèces sœurs vivantes du genre Phronia.
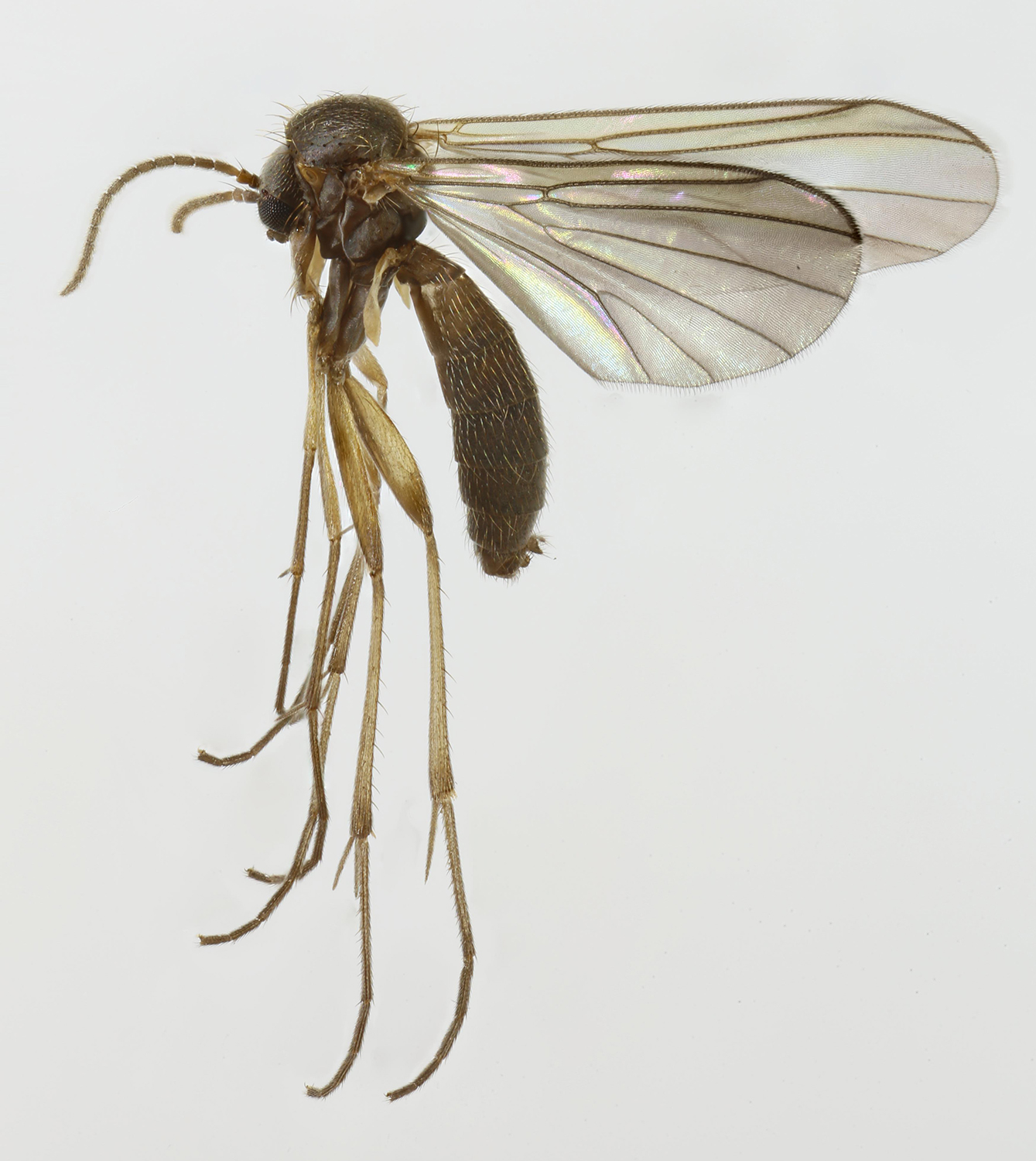
Phronia biarcuata.
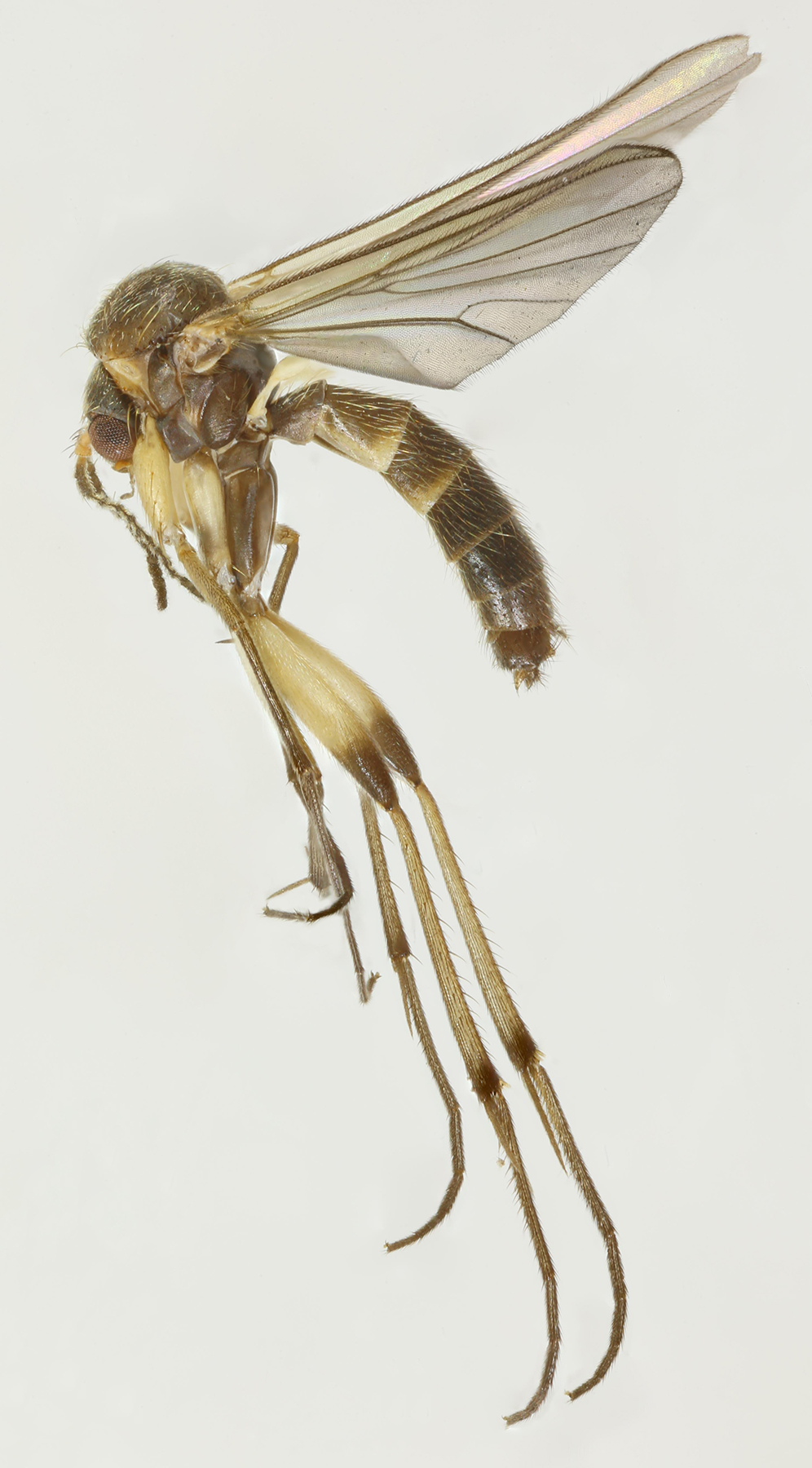
Phronia tenuis.
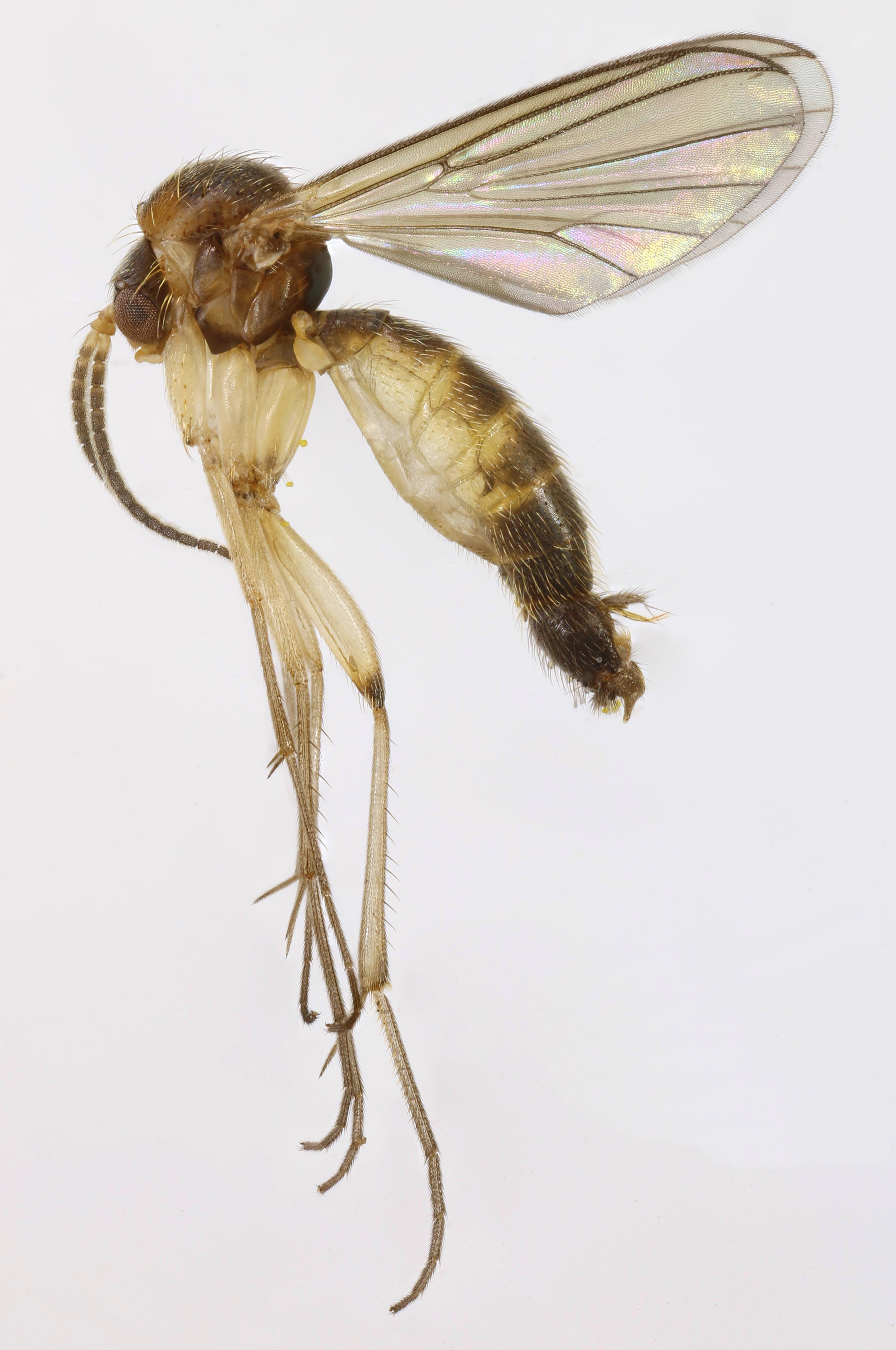
Phronia braueri.
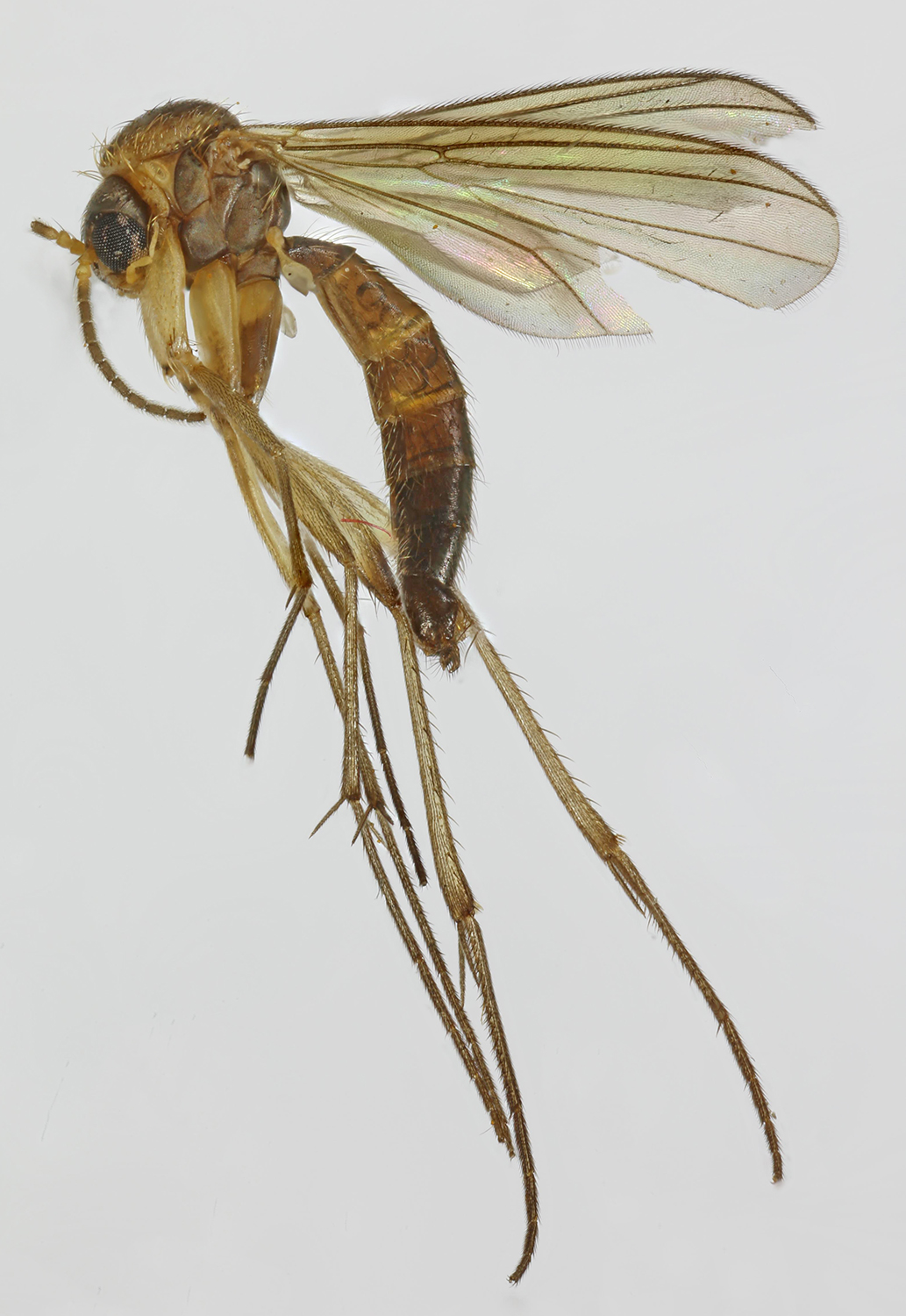
Phronia humeralis.

### Publication originale
- [1937] Nicolas Théobald, « Les insectes fossiles des terrains oligocènes de France 473 p., 17 fig., 7 cartes,13 tables, 29 planches hors texte », Bulletin Mensuel de la Société des Sciences de Nancy et Mémoires de la Société des sciences de Nancy, Imprimerie G. Thomas,‎ 1937, p. 1-473 (ISSN 1155-1119 et 2263-6439, OCLC 786027547). .